# Stazione di Asano
La stazione di Asano (浅野駅?, Asano-eki) è una stazione ferroviaria situata nel quartiere di Tsurumi-ku della città di Yokohama, nella prefettura di Kanagawa in Giappone che serve la linea Tsurumi della JR East.

## Linee
East Japan Railway Company
■ Linea Tsurumi (linea principale)
■ Linea Tsurumi (diramazione per Umi-Shibaura)

## Struttura
La stazione è realizzata in superficie, e rappresenta il punto di divisione fra la linea Tsurumi principale e la bretella per Umi-Shibaura. La stazione dispone di marciapiede a isola con due binari passanti in direzione Ōgimachi (linea principale), e due marciapiedi laterali con due binari per la direzione Umi-Shibaura. Ciascuna delle due sezioni dispone di un piccolo fabbricato viaggiatori, nessuno dei quali è presenziato, e il collegamento con la strada avviene tramite un passaggio a raso sui binari, chiuso da delle barriere che si attivano al passaggio dei treni.
| 1 | ■ Linea Tsurumi |  | per Hama-Kawasaki, Umishibaura e Ōgimachi |
| 2 | ■ Linea Tsurumi |  | per Kokudō e Tsurumi                      |
| 3 | ■ Linea Tsurumi |  | per Shin-Shibaura e Umishibaura           |
| 4 | ■ Linea Tsurumi |  | per Kokudō e Tsurumi                      |

## Stazioni adiacenti
| «             | Servizio          | »             |
| Linea Tsurumi | Linea Tsurumi     | Linea Tsurumi |
| ------------- | ----------------- | ------------- |
| Bentembashi   | Linea principale  | Anzen         |
| Bentembashi   | Dir. Umi-Shibaura | Shin-Shibaura |